# Chunhuhub (sitio arqueológico)

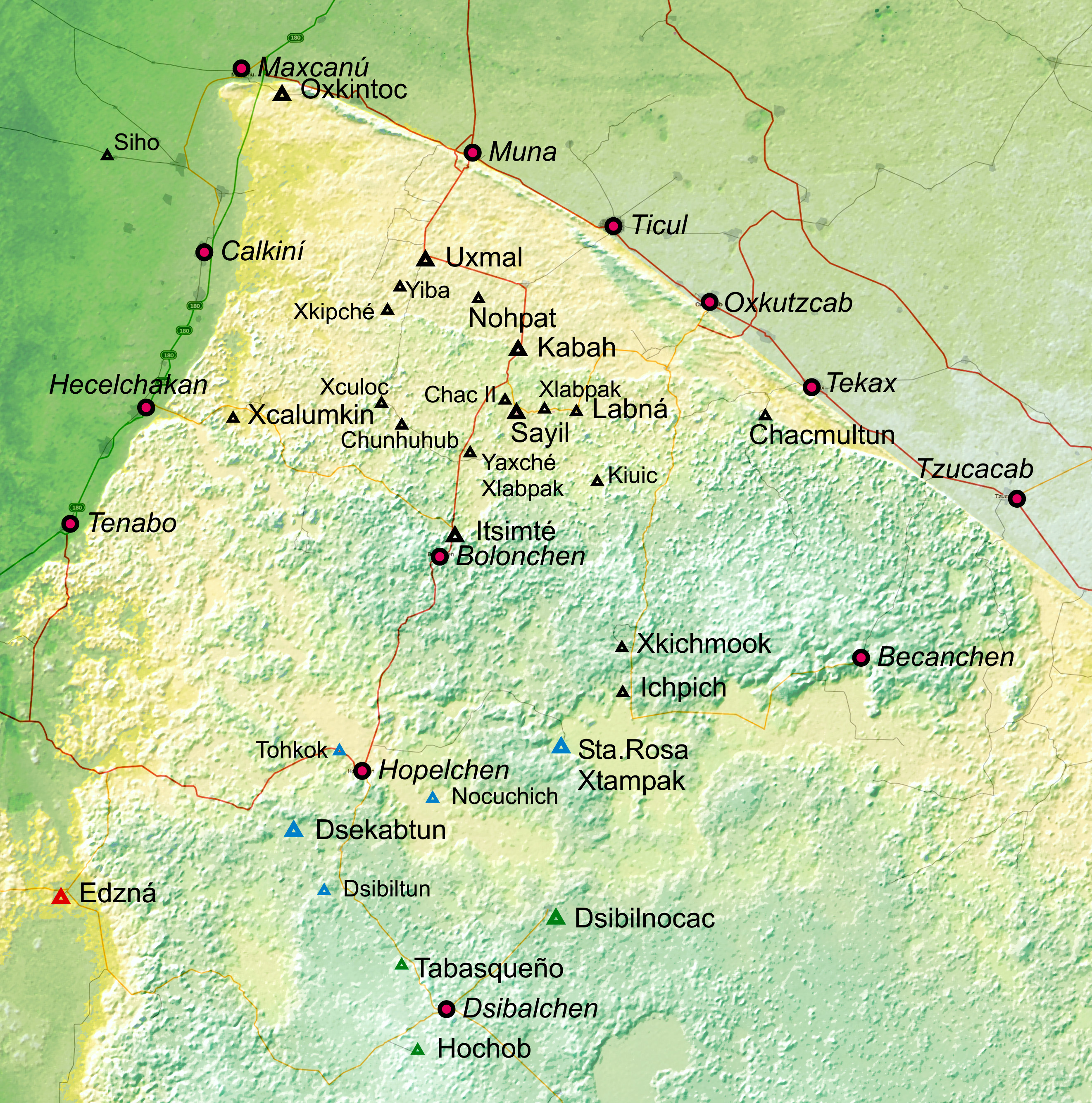
Sitios importantes de los estilos Puuc (negro), Chenes (verde) y transitorio (azul).

Chunhuhub es el nombre de un sitio arqueológico precolombino de la cultura maya ubicado en el estado de Campeche, en México, cerca de la población de Bolonchén de Rejón, en la denominada región Puuc, que se desarrolló durante el periodo clásico mesoamericano.

## Toponimia
El nombre del yacimiento  en lengua maya significa Junto al Caracol (chun-junto a, huhub-caracol), aunque algunos autores prefieren la otra acepción de la palabra huhub, que es raíz.

## Datos históricos
Uno de los primeros exploradores en publicar acerca de la existencia de los monumentos arqueológicos de la región Puuc fue Teoberto Maler, austriaco, que llegó a México con el ejército del emperador Maximiliano de Habsburgo y quien, tras la caída del imperio, se quedó a vivir en la península de Yucatán. A él se deben numerosas daguerrotipos que documentan el estado que tenían muchos edificios mayas a finales del siglo XIX y principios del XX. Es el caso de Chunhuhub que fue visitado y reportado por este explorador el año de 1902.
Se estima que la ocupación más temprana del sitio data del período conocido como clásico tardío, entre los años 600 y 800 de nuestra era.

## El yacimiento
Consta de varias estructuras: aquella denominada El Palacio, la más relevante, tiene dos niveles con 13 aposentos abovedados, en cuya fachada principal hay un friso de motivos geométricos alternando con relieves zoomorfos asemejando murciélagos. Algunos muros de los aposentos conservan el estuco original y el zócalo sobre el que se levanta la estructura adornada con grecas, cuadros y columnillas. Las estructuras del sitio representan un buen ejemplo de la arquitectura Puuc.
Hay en el sitio buen número de estructuras derrumbadas por la acción del tiempo, pero que todavía conservan parte de su apariencia original.